# フェルグソン石
フェルグソン石 (Fergusonite) はさまざまな希土類元素を含む複酸化鉱物である。組成式は (Y,RE)NbO4で表される。ここで RE はイットリウム (Y) と固溶した希土類元素である。通常はイットリウムが支配的なイットリウムフェルグソン石であるが、セリウム (Ce) やネオジム (Nd) が卓越する場合があり、それぞれセリウムフェルグソン石、ネオジムフェルグソン石と呼ばれる。他の希土類元素の含量はやや少なく、時にニオブ (Nb) の一部がタンタル (Ta) で置き換えられていることもある。
同質異像の高温型鉱物としてベータネオジムフェルグソン石、ベータイットリウムフェルグソン石、ベータセリウムフェルグソン石が知られているが、いずれもシュツルンツ分類では 4.DG.10 に分類される。正方晶系に属し灰重石 (CaWO4) と同じ構造を持つが、わずかに含まれるトリウムが放つ放射線によってメタミクト化を受け非晶質化することもある。
花崗岩ペグマタイト中に針状結晶または柱状結晶として見られる。名称はイギリスの政治家・鉱物収集家のロバート・ファーガソン (Robert Ferguson of Raith, 1767–1840) にちなみ、本来なら『ファーガソン石』と呼ぶべきであるが、日本では本記事の通りの名称が一般化している。